# Axónio
O axónio (português europeu) ou axônio (português brasileiro) é uma parte do neurônio responsável pela condução dos impulsos elétricos que partem do corpo celular, até outro local mais distante, como um músculo ou outro neurônio. Trata-se de um prolongamento único, de diâmetro constante na sua maior parte e que torna-se ramificado na sua extremidade.

## Anatomia
Cada neurônio possui um único axônio, que nasce do cone de implantação, localizado no corpo celular do neurônio (pericário). Os axônios não se ramificam abundantemente, e quando o fazem, dão origem aos chamados colaterais. A porção final do axônio é ramificada e recebe o nome de telodendro. Nele existem pequenas dilatações do citoplasma que acumulam sinalizadores químicos usados pelos axônios para estabelecerem sinapses com outras células.
Há um movimento muito ativo de moléculas ao longo dos axônios, produzindo dois fluxos: o anterógrado, onde o fluxo segue do corpo celular para o axônio e o retrógrado, onde o axônio leva moléculas diversas até corpo celular.
Esses fluxos devem-se aos microtúbulos e proteínas motoras. Essas proteínas prendem vesículas, organelas ou moléculas e transitam sobre os microtúbulos. Uma dessas proteínas é a dineína, que participa do fluxo retrógrado, outra é a cinesina, que participa do fluxo anterógrado.
O citoplasma do axônio (axoplasma), é muito pobre em organelas: tem poucas mitocôndrias, algumas cisternas do retículo endoplasmático liso, muitos microfilamentos e microtúbulos, não possui retículo endoplasmático rugoso e polirribossomos, portanto é mantido pelos nutrientes sintetizados no pericário do neurônio.
Uma das características do axônio é estar envolto pela bainha de mielina, que atua principalmente como isolante elétrico. No caso do sistema nervoso central, essa bainha é formada por prolongamentos dos oligodendrócitos, que se enrolam em torno de segmentos de diferentes axônios. No caso do sistema nervoso periférico, as células de Schwann tem o mesmo papel dos oligodendrócitos, porém cada uma delas forma mielina em torno de um curto segmento de um único axônio. A bainha de mielina é interrompida em espaçamentos regulares, formando pequenas descontinuidades chamadas de nódulos de Ranvier.
Alguns axônios podem ser bastante longos, como por exemplo, o das células motoras da medula espinhal até o dedo do pé de um adulto, podem ter mais de 1 m de comprimento.

## História
O neuroanatomista alemão Otto Friedrich Karl Deiters geralmente é creditado pela descoberta do axônio, distinguindo esta estrutura dos dendritos. O suíço Albert von Kölliker e o alemão Robert Remak foram os primeiros a identificar e caracterizar o segmento inicial do axônio.  A mielina dos axônios foi descoberta por Rudolf Virchow e  Louis-Antoine Ranvier foi o primeiro a caracterizar os nódulos que levam seu nome. O espanhol Santiago Ramón y Cajal foi o primeiro a propor o papel funcional do axônio como a estrutura de saída do neurônio. Kölliker nomeou o axônio em 1896.

## Estrutura
A membrana axonal consiste em filamentos de actina que dão flexibilidade à estrutura. Duas técnicas de microscopia, ótica e eletrônica, para observar esses anéis em escala molecular descobriram que os anéis são formados por longos filamentos de actina trançados. Embora os estudos não tenham sido capazes de visualizar diretamente a adducina no nível ultraestrutural, os resultados sugerem que esse papel de ligação lateral é dominante para melhorar a interação dos anéis de actina com espectrinas.